# Gartloch
Gartloch es una localidad situada en el concejo de Glasgow, en Escocia (Reino Unido), con una población estimada a mediados de 2019 de 580 habitantes. Se encuentra a 10 km de Glasgow. Hasta 1996 hubo un hospital psiquiátrico en Gairloch.